# Ordem da Coroa de Vestfália

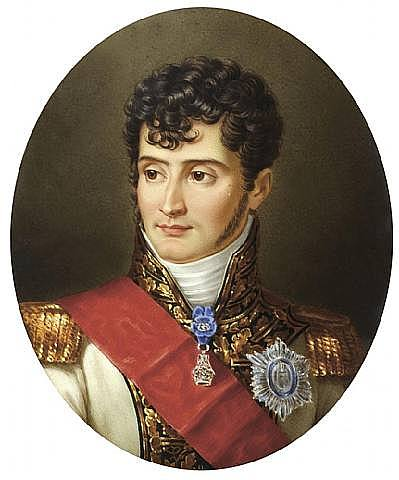
Jerônimo usando a estrela e a cruz de comendador da ordem

A Ordem da Coroa de Vestfália (alemão: Orden der Westfälischen Krone) foi instituída em 15 de dezembro de 1809 pelo rei Jerônimo Bonaparte, irmão de Napoleão Bonaparte. O lema da ordem é "Character und Aufrichtigkeit" (Caráter e honestidade).
Graus
- Grande-comendador (Großkommandeur)
- Comendador (Kommandeur)
- Cavaleiro (Ritter)